# 拉韦里耶尔
拉韦里耶尔（法語：La Verrière，法語發音：[la vɛʁjɛʁ] ⓘ）是法国伊夫林省的一个市镇，位于该省东部，属于凡尔赛区。拉韦里耶尔是法国国家新城伊夫林地区圣康坦（Saint-Quentin-en-Yvelines）的一部分。

## 地理
拉韦里耶尔（48°45'31"N, 1°57'44"E）面积1.77 平方千米，位于法国法蘭西島大區伊夫林省，该省份为法国北部内陆省份，北起瓦兹河谷省，西接厄尔省，西南接厄尔-卢瓦省，东南接埃松省，东临上塞纳省。
与拉韦里耶尔接壤的市镇（或旧市镇、城区）包括：夸尼耶尔、埃朗库尔、莫尔帕、勒梅尼勒圣但尼。

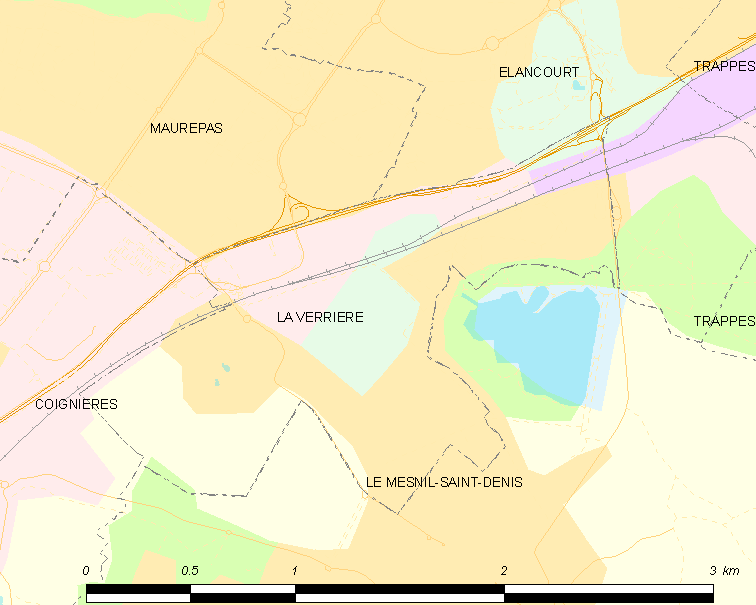
拉韦里耶尔的OSM定位图

拉韦里耶尔的时区为UTC+01:00、UTC+02:00（夏令时）。

## 行政
拉韦里耶尔的邮政编码为78320，INSEE市镇编码为78644。

## 政治
拉韦里耶尔所属的省级选区为特拉普县。

## 人口

1962-2008年间拉韦里耶尔人口变化图示

拉韦里耶尔于2022年1月1日时的人口数量为6142人。

## 友好城市
- 義大利 帕尼卡莱